# Štefan Čambal
Štefan Čambal (16. prosince 1908 Prešporok, Rakousko-Uhersko – 18. července 1990 Praha) byl dlouholetý fotbalový reprezentant Československa, hráč několika prvoligových klubů, později úspěšný fotbalový trenér.

## Reprezentace
V letech 1932 až 1935 nastoupil v 21 zápasech za reprezentaci Československa na postu středního záložníka. Spolu s Košťálkem a Krčilem tvořili kvalitní trojici v týmu, gól však nevstřelil. Byl členem týmu, který získal stříbro z MS 1934 v Itálii.

## Prvoligový hráč
Od roku 1922 do roku 1929 hrál za I. ČsŠK Bratislava, pak přestoupil pro sezónu 1929–1930 na sever Čech do Teplitzer FK, poté odešel hrát do pražské Slavie. V ní strávil šest roků a po roce 1936 hrál za SK Baťa Zlín, kde svou fotbalovou kariéru ukončil. Celkem odehrál 84 utkání a vsítil 11 branek v domácí nejvyšší soutěži.

## Trenérská dráha
V letech 1939–1945 byl trenérem fotbalové reprezentace Slovenského státu a po roce 1945 se stal trenérem v zahraničí – v NDR, Austrálii (1964–1966), Švédsku a Rakousku. V letech 1947 až 1948 vedl krátce čs. reprezentaci a tým Lvíčat. V roce 1975 vedl tehdy druholigový tým AC Sparta Praha.
| Trenéři československé fotbalové reprezentace | Trenéři československé fotbalové reprezentace | Trenéři československé fotbalové reprezentace |
| --------------------------------------------- | --------------------------------------------- | --------------------------------------------- |
| Předchůdce: Ferdinand Daučík                  | 1949 Štefan Čambal                            | Nástupce: Alexa Bokšay                        |